# Nuestro Tiempo (El Salvador)
Nuestro Tiempo fue un partido político de El Salvador fundado en 2019, posicionado como liberal y progresista. Estaría compuesto en su mayoría por jóvenes sin experiencia política e integrantes de la sociedad civil; compartiendo la visión de poder rescatar al país con ideas progresistas y prodemocráticas en un país donde parte de la sociedad es conservadora. Se definieron ideológicamente como centro humanista, con liderazgos provenientes de sectores democráticos de centro y centroizquierda.
La oportunidad de participar en elecciones presidenciales fue después de 5 años de su fundación, siendo las elecciones de 2024 las primeras en la historia del partido. Llevaron al abogado experto en litigio internacional, exmilitar y ambientalista liberal de centroderecha Luis Parada y a la activista social de derechos humanos, periodista y socialdemócrata de centroizquierda Celia Medrano como candidatos a la presidencia y vicepresidencia respectivamente, logrando quedar en el 4° lugar de dichas elecciones.

## Consejo Directivo
El Consejo Directivo dirige y organiza las diferentes actividades dentro del partido. En su momento, estuvo conformado de la siguiente forma:
- Presidente: Andy Failer.
- Director de Organización: Ramiro Navas.
- Director de Asuntos Electorales: Jeovany Maravilla.
- Director de Financiamiento: David Falkenstein.
- Director de Comunicaciones: Héctor Silva.
- Director de Proyectos y Alianzas: Luis Figueroa Flamenco.
- Directora de Asuntos Legales y Justicia: Wendy Delgado Fernández.
- Director de Asuntos Políticos: Erick Iván Ortiz.
- Director de Formación: Darío Cardona.
- Director de Afiliación: Mauricio Ticas.
- Directora de Juventudes: Linda Hernández Funes.
- Director de Transparencia: Saúl Escamilla.
- Directora de Género y Diversidad Sexual: Amanda Quijano Herrera.
- Director de Personas Salvadoreñas en el Exterior: Carlos López Sandoval.
- Directora Suplente: Alejandra Reyes.
- Directora Suplente: Dania Lovo.

### Comisión Electoral Permanente (CEP)
La Comisión Electoral Permanente (CEP), siendo esta la máxima autoridad de un partido político en materia electoral, es la encargada de realizar, organizar, direccionar y supervisar las elecciones internas del partido. Estaba conformada de la siguiente forma:
- Presidenta propietaria: Sofía González Villalobos.
- Vicepresidente propietario: Omar Rivas Ramos.
- Secretaria propietaria: Tania Orellana Hércules.
- Integrantes suplentes: Angélica Rivas, Nelson Lovo y Wendy Cea.

## Demografía electoral
Los principales bastiones de Nuestro Tiempo provienen de jóvenes universitarios, la comunidad LGBTIQ+, organizaciones de la sociedad civil, excombatientes, indigenismo, ciudadanos de clase alta y media; y medianas, pequeñas y microempresas. Desde el 2021 debido al giro conservador de Nuevas Ideas, Nuestro Tiempo se volvió el principal partido para la comunidad progresista en El Salvador; a nivel regional los principales votos provenían de San Salvador y La Libertad, con una mínima en San Miguel y Sonsonate, particularmente el apoyo lo tuvo de las ciudades de San Salvador y Santa Tecla.

## Ideología
Tuvo dentro de sus propuestas legislativas la legalización del matrimonio entre personas del mismo sexo, la garantía al derecho de cambio de identidad a personas transgénero y la salida del país como miembro del Parlamento Centroamericano.Se considera un partido principalmente liberal y socialdemócrata. Están a favor del Acuerdo de Escazú.
Apoyan la independencia de poderes, participación ciudadana, libertad de prensa, paridad de género, democracia y son anticorrupción.
Están a favor de acciones para combatir el cambio climático, mejorar la educación, reestructurar el sistema de salud público, la implementación de políticas de seguridad sostenibles y a largo plazo, mejorar la economía nacional, desarrollar la producción agropecuaria y en gran medida apoyan la integridad de una sociedad más plural, justa y equitativa, buscando ejecutar acciones sociales sostenibles, de carácter humanitario apoyando a los grupos más vulnerables.
En paralelo, y de acuerdo a su estatutos, el partido se rigió bajo los siguientes principios o pilares:
1. Libertad: como un partido conformado por una buena parte de líderes sociales, se comprometen con total vehemencia a cumplir las bases del respeto que la ciudadanía reclama. Parten desde el compromiso de defender la libertad de cada individuo, a partir de la confianza en un marco de respeto a los derechos tanto políticos y económicos como sociales y culturales de la sociedad.
2. Dignidad: creen en la dignidad dentro de la sociedad partiendo de la igualdad de derechos y responsabilidades entre la ciudadanía. Están convencidos de que todo salvadoreño y salvadoreña tienen el derecho básico de una vida digna, con base en la igualdad de oportunidades y de los derechos fundamentales.
3. Empatía: parten desde el concepto de tener una sociedad más tolerante, plural, democrática y justa, bajo un enfoque de participación respetuosa, donde se pueda interpretar la realidad de quienes nos rodean. Tienen un total respeto por la divergencia y el debate sano, para entender así, las circunstancias del resto.
4. Diversidad: creen que la diversidad de pensamiento es la mayor riqueza de una sociedad, llena de habilidades, experiencias y formas de vida de cada individuo. Por lo cual, se debe fomentar la defensa de la libertad individual y los derechos humanos. Promueven el respeto, la tolerancia y la colaboración como los fundamentos de una sana convivencia.
5. Solidaridad: ponen al ser humano en el centro de todas sus acciones, procurando su bienestar como principal compromiso. Su enfoque se basa especialmente en aquellos grupos más vulnerables dentro de la sociedad, para ello impulsaran la construcción de una sociedad más equilibrada, justa, incluyente y humana.
6. Transparencia: para ellos la transparencia es su compromiso político central y un pilar del propio fortalecimiento institucional; lo interpretan como una implementación constante y como un deber de honestidad frente a la población. Rechazan el clientelismo político, el populismo y toda expresión de corrupción.
7. Coherencia: actúan con base en pensamientos críticos. Creen en la importancia de construir lazos de confianza con la ciudadanía que ayuden a dignificar y darle más credibilidad a la política. La coherencia refuerza el cumplimiento de sus principios.

## Autoridades
Actualmente, luego de obtener más de 141 mil votos a nivel nacional, el partido no cuenta con representación en ningún cargo de elección popular (Presidencia, Vicepresidencia, Asamblea Legislativa, Alcaldías, Concejos Municipales Plurales).

## Resultados electorales

### Elecciones presidenciales
| Año  | Candidato   | Primera vuelta | Primera vuelta | Segunda vuelta | Segunda vuelta | Resultado | Nota |
| Año  | Candidato   | Votos          | %              | Votos          | %              | Resultado | Nota |
| ---- | ----------- | -------------- | -------------- | -------------- | -------------- | --------- | --- |
| 2024 | Luis Parada | 65,076         | 2.04%          |                |                | No electo | Primera participación a cargos de elección para presidencia y vicepresidencia en la historia del partido, así como el único partido con candidaturas provenientes de la sociedad civil y no de sus propias filas político partidarias. |

### Elecciones parlamentarias
|  | 1.70 % |

|  | 1.32 % |

### Elecciones de Alcaldías Municipales
|  | 0.45 % |

|  | 0.94 % |

## Cancelación del partido
De acuerdo con la Ley de Partidos Políticos, para que un partido mantenga su personalidad jurídica debe obtener igual o mayor a 50 mil votos en las elecciones legislativas y/o mantener una curul. El partido al no haber conseguido ninguna de las dos condiciones en las elecciones de 2024, se vuelve un hecho que el Tribunal Supremo Electoral cancele su personalidad jurídica.Siendo esto confirmado por fuentes que laboran dentro del TSE.
El presidente del partido y excandidato a diputado Andy Failer, declaró en una entrevista que fueron notificados el 17 de abril de 2024 por las autoridades del TSE sobre el proceso de cancelación del partido.  Failer señaló que el proceso era ilegal, ya que, al momento de la notificación, aún tendrían representación en la legislatura del periodo 2021-2024, el cual finaliza el 1 de mayo de 2024. Por lo tanto, argumentó que el proceso debería iniciarse después de la juramentación de la nueva legislatura. Asimismo, resaltó que el proceso carecía de validez debido a que ante los cambios y desigualdades ocurridos antes, durante y después de las elecciones de 2024, los magistrados no tuvieron la misma capacidad de actuar con tal rapidez y de oficio como lo están queriendo hacer para cancelar su partido. Failer planteó la posibilidad de recurrir a la Comisión Interamericana de Derechos Humanos (CIDH), alegando la violación del Artículo 23 de la Convención Americana sobre Derechos Humanos y del Artículo 25 del Pacto Internacional de Derechos Civiles y Políticos.
Luego de casi dos meses de proceso y alegaciones, cuatro de los cincos magistrados resolvieron en mayo de 2024 dar por concluida la resolución donde se hace oficial el proceso de cancelación del partido.

## Controversias

### Partido "reciclado"
Algunos dirigentes y fundadores reconocidos que hoy componen el partido, anteriormente fueron miembros y afiliados activos dentro del partido Arena y que por diferencias renunciaron o fueron cesados de sus puestos.

### Presidente denunciado por violencia contra la mujer
La excandidata de VAMOS, Gabriela Guzmán, interpuso una denuncia contra el presidente de Nuestro Tiempo, Andy Failer, ante la Fiscalía General de la República (FGR) por expresiones de violencia hacia la mujer